# شورد هوخندورن
شورد هوخندورن (هلندی: Sjoerd Hoogendoorn؛ زادهٔ ۱۷ فوریهٔ ۱۹۹۱) یک بازیکن والیبال هلندی، فنلاندی عضو تیم ملی والیبال هلند و باشگاه وامالان لنتوپال است.